# دان فان دایک
دان فان دایک (هلندی: Daan van Dijk; ۱۰ مهٔ ۱۹۰۷ – ۲۲ نوامبر ۱۹۸۶) دوچرخه‌سوار اهل هلند بود.
وی در مسابقات کشوری و بین‌المللی در مجموع برندهٔ ۱ مدال طلا شده‌است.